# Pseudocletopsyllus spiniger
Pseudocletopsyllus spiniger is een eenoogkreeftjessoort uit de familie van de Cletopsyllidae. De wetenschappelijke naam van de soort is voor het eerst geldig gepubliceerd in 1964 door Vervoort.